# Vegan Reich
Vegan Reich est un groupe américain de punk hardcore straight edge, originaire de Memphis, dans le Tennessee. Le groupe est formé en 1987 par le chanteur, guitariste et compositeur Sean Muttaqi. Il est considéré, avec Raid, comme l'un des premiers groupes straight edge végétaliens et comme le fondateur du nom hardline. Au début, le groupe jouait du punk hardcore, puis des influences du heavy metal et de groupes comme Iron Maiden se sont ajoutées.

## Histoire
Muttaqi forme Vegan Reich en 1987 et commence par enregistrer quelques chansons avec l'aide d'amis musiciens de Naturecore pour un CD sampler de bienfaisance au profit du Front de libération des animaux. Renforcé par le batteur Jon Ewing et le bassiste de studio Sergio Hernandez, Vegan Reich sort en 1990 l'EP Hardline, qui est considéré comme le manifeste du groupe pour les droits des animaux avec un penchant pour le militantisme, un mode de vie straight edge extrême et le désir d'une anarchie végétalienne, et qui donne son nom à la culture hardline. Composé de Sean Muttaqi (chant, guitare électrique), Dom Ehling (basse électrique) et Ray Titus (batterie), Vegan Reich sort une cassette audio intitulée The Wrath of God en 1992. Le groupe fait ensuite une pause, pendant laquelle Vanguard, un best-of du groupe, sort en 1995. Pendant cette période, Muttaqi se convertit à l'Islam et fonde le label Uprising Records. La dernière publication fut l'EP Jihad en 1999, sur lequel Muttaqi reprit la guitare électrique, la basse électrique et le chant, aidé par le batteur Andy Hurley.

## Idéologie et controverse
Vegan Reich était très controversé au sein de la scène straight edge. Ce milieu, à l'origine marqué par la tolérance, était très critique vis-à-vis des approches militantes du groupe, considérées par une partie de la scène comme une trahison de ses idéaux. Vegan Reich était considéré comme la figure de proue du label discographique californien Hardline, chez qui les publications de Vegan Reich sont apparues au début des années 1990. Les critiques ont reproché au groupe et au label de combiner leur engagement militant pour les droits des animaux et le straight edge avec l'homophobie, l'intolérance envers les religions et un engagement radical et conservateur contre l'avortement et les drogues, et de se situer à la limite de l'extrémisme de droite avec leurs exigences de discipline et de dictature végétalienne.

## Discographie
- 1990 : Hardline (EP)
- 1992 : The Wrath of God (mini-cassette)
- 1995 : Vanguard (best-of)
- 1999 : Jihad (EP)